# Brief van Paulus aan de Kolossenzen
De brief van Paulus aan de Kolossenzen (vaak kortweg Kolossenzen genoemd) is een boek in het Nieuwe Testament van de christelijke Bijbel. Het is een brief van Paulus aan de christelijke gemeente in Kolosse. De brief telt vier hoofdstukken en werd geschreven in het Koinè-Grieks.
De brief behoort met de brief aan de Efeziërs, de brief aan de Filippenzen en de brief aan Filemon tot de vier "gevangenisbrieven", omdat in deze brieven gesteld wordt dat ze vanuit de gevangenis geschreven zijn (Efeziërs 4:1; Kolossenzen 4:3; Filippenzen 1:7,13,17; Filemon 1:1,9). Ook de brief aan Laodicea kan daartoe gerekend worden, maar die brief is verloren gegaan.

## Auteurschap
Kolossenzen noemt de apostel Paulus en Timoteüs als auteurs en afzenders. Volgens Raymond Brown beschouwt ongeveer 60 procent van de Bijbelwetenschappers Kolossenzen als een pseudepigraaf. Een belangrijke reden voor twijfel over Paulus' auteurschap is de stijl van de brief, die verschilt met brieven die zonder twijfel door Paulus zijn geschreven. De schrijver van Kolossenzen maakt gebruik van lange, ingewikkelde zinnen, terwijl Paulus zijn onomstreden brieven schreef in korte, krachtige zinnen. Ook wat theologie betreft zijn er verschillen tussen de brief aan de Kolossenzen en de onbetwiste Paulusbrieven, met name als het gaat om de persoon en het werk van Jezus en de kerk als het lichaam van Christus.
Er zijn ook overeenkomsten tussen Kolossenzen en de andere brieven. De inleiding, de structuur en het slot van de brief vertonen overeenkomsten met die van de andere brieven. Een aantal thema's dat bij Paulus telkens terugkeert, komt ook in Kolossenzen aan de orde, zoals het lijden van de gelovige in deze wereld en de verzoenende werking van Jezus' lijden en sterven. Het aantal woorden uit Kolossenzen dat verder nergens in het Nieuwe Testament voorkomt (namelijk 34) is niet veel groter dan dat in brieven waarvan het auteurschap van Paulus niet betwijfeld wordt (zoals 31 van zulke woorden in Galaten).
Onder orthodoxe theologen wordt het auteurschap van Paulus vrijwel niet in twijfel getrokken. Als Paulus de brief wel geschreven heeft, dan gebeurde dat tijdens een gevangenschap, waarschijnlijk in Rome, waarschijnlijk in het voorjaar van 57, of volgens sommigen in 62, spoedig voor of na zijn brief aan de Efeziërs.

## Geadresseerden

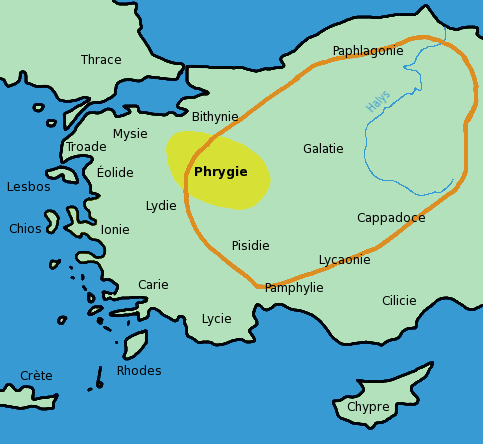
Kolosse lag in Phrygië (geel)

In de brief worden drie plaatsen genoemd, namelijk Kolosse, Laodicea en Hierapolis. Deze lagen een kleine 200 kilometer ten oosten van Efeze in Frygië in westelijk Klein-Azië. De drie steden lagen ongeveer op 2 of 3 uur loopafstand van elkaar, en alle drie ruim buiten het gebied dat Paulus op zijn zendingsreizen bestreek.
De gemeente in Kolosse werd door Epafras gesticht, een medewerker van Paulus. Epafras had Paulus over de situatie in Kolosse ingelicht en was bij hem op het moment dat Paulus de brief aan de Kolossenzen schreef. De gemeente lijkt grotendeels uit Griekse en Frygische bekeerlingen te hebben bestaan, met een kleine Joodse minderheid.

## Contact met de gemeente
Tychikus was de drager van deze brief, zoals hij dat ook was van de brief aan de Efeziërs en Filemon, en waarschijnlijk de brief aan Laodicea. Hij zou de Kolossenzen ook verder over de toestand van de apostel informeren (4:7-9).
Deze brief moest ook in de naburige gemeente te Laodicea worden voorgelezen, en de brief aan Laodicea moest ook in Kolosse worden voorgelezen. Waarschijnlijk heeft Paulus de twee brieven gelijktijdig geschreven en verzonden. De brief aan Laodicea is echter verloren gegaan. Er bestaat wel een brief aan de Laodicenzen, maar die is apocrief en wordt algemeen als een vervalsing beschouwd, opgesteld naar aanleiding van deze opmerking.

## Inhoud
Paulus had van Epafras goed nieuws gekregen over de gemeente in Kolosse, maar het bleek ook dat er dwaalleraren in Kolosse actief waren. Deze dwaalleraren verkondigen een vorm van ascese en wetticisme. Volgens Paulus gaat het om "holle en misleidende theorieën" (2:8) en hij betoogt dat deze dwaalleer met zijn "raak niet, smaak niet, roer niet aan" (2:21) niet biedt wat het volgen van Christus wel biedt, namelijk echte kennis en verlossing.
Over de precieze aard van de dwaalleer waar de brief zich tegen richt lopen de meningen van uitleggers uiteen. Mogelijk was er sprake van een soort Joods mysticisme, waarbij in ieder geval ook engelenverering een rol speelde. De Joodse component van de dwaalleer komt onder andere naar voren in de aandacht voor het onderscheid in voedsel en voor de Joodse feestdagen. Enigszins opmerkelijk is dat de kwestie van de besnijdenis, die Paulus elders (onder andere in de brief aan de Galaten) zo fel bekritiseert, nauwelijks aan de orde komt in de brief aan Kolosse. Mogelijk stelden de dwaalleraren de besnijdenis van tot het christendom bekeerde heidenen niet verplicht en was het daarom niet nodig voor Paulus om hier uitgebreid aandacht aan te besteden. Andere uitleggers zien hier nog een aanwijzing dat deze brief niet door Paulus geschreven is.
Nadat de schrijver de kwestie van de dwaalleer behandeld heeft, begint met vers 3:5 een praktisch-ethisch gedeelte waarin relatief veel aandacht wordt besteed aan de verhouding tussen slaven en hun meesters. De brief eindigt met een serie groeten en mededelingen van praktische aard.
De inhoud van de brief kan puntsgewijs als volgt worden samengevat:
- Groet van Paulus, adres (1:1-2).
- In 1:3-8 looft de schrijver God en prijst hij de Kolossenzen om hun geloof en liefde.
- Van hieruit schakelt hij over op voorbede voor de Kolossenzen (1:9-11) en gaat dan vloeiend over in een beschouwing over Christus en zijn werk. Paulus stelt Jezus voor als hoofd van het lichaam van alle gelovigen (vs. 18), en wijst de lezer op Christus' werk aan het kruis, en de verzoening die daardoor bewerkt is (1:12-29).
- In hoofdstuk 2 waarschuwt hij de Kolossenzen niet van Christus afgeleid te worden door mooi en goed klinkende leringen die niet op Christus gericht zijn (2:1-5).
- Hij gaat verder met te benadrukken dat de gelovigen in Christus alles hebben wat zij geestelijk nodig hebben, buiten hem hebben zij niets nodig (hoofdstuk 2).
- Zoals veel van Paulus brieven bestaat ook deze uit een theoretisch en een praktisch deel. Dit praktische deel begint in hoofdstuk 3 met een oproep om de aandacht niet op aardse, maar op hemelse zaken te richten (3:1-4). Gerichtheid op het kwade dient vermeden te worden. Paulus vergelijkt hun oude en nieuwe aard hierbij met een jas, en roept hen op om hun nieuwe jas aan te trekken (3:5-14).
- Hij gaat in op een aantal sociale aspecten: het gezin (3:18-25), de verhouding tussen slaven en hun meesters (4:1) en spreken (4:2-6).
- Paulus eindigt met een serie groeten (4:7-18).